# أبيهود
أبيهود هو شخصية توراتية قد يُقصد به شخصيتين مختلفتين: 
- أحد أبناء بيلا بن بنيامين، ويُدعى أيضًا أحيهود (أخبار الأيام الأول 8: 3,7).
- نجل أو حفيد زربابل، ومن سلالة داود، ذكره متى ضمن نسب يسوع، وهو والد إلياقيم (إنجيل متى 1: 13)، وربما هو نفسه عوبديا (أخبار الأيام الأول 3: 21).

## المعنى
اسم «أبيود» يعني «مجد الإله» أو «مجد الآب»، وربما يكون اسم أهود مشتق من «أبيهود».